# Mesochorus owenae
Mesochorus owenae är en stekelart som beskrevs av Schwenke 1999. Mesochorus owenae ingår i släktet Mesochorus och familjen brokparasitsteklar. Inga underarter finns listade i Catalogue of Life.